# 니노미야 히로시
니노미야 히로시(일본어: 二宮 寛, 1937년 2월 13일 ~ )는 일본의 전 축구 선수이자 감독이다.

## 국가대표팀 경력
그는 1958년 아시안 게임에 참가할 일본 국가대표팀에 발탁되었으며, 5월 28일 홍콩와의 경기에서 데뷔했다. 그는 1961년까지 국제 A매치 통산 12경기에 출전, 9득점을 넣었다.

## 통계
| 일본 | 일본 | 일본 |
| 연도 | 출전 | 득점 |
| ---- | ---- | ---- |
| 1958 | 2    | 0    |
| 1959 | 9    | 9    |
| 1960 | 0    | 0    |
| 1961 | 1    | 0    |
| 통산 | 12   | 9    |